# High Dynamic Range
High Dynamic Range (Visoko dinamično območje) oziroma HDR je proces računalniške obdelave slik. Uporablja se predvsem v fotografiji, videu in 3D.
V tej tehniki računalniške manipulacije se zlije več slik z enako vsebino in drugačnimi stopnjami svetlosti v eno. Rezultat tega zlitja je večji nabor tonov svetlosti v sliki, kar pomeni, da je v zelo temnih in zelo svetlih območjih slike več detajlov. Ker senzorji kamer in fotoaparatov nimajo tako širokega razpona, je lahko slika v kontrastnih pogojih brez detajlov v določenih območjih, kar je ovira za nadaljnjo obdelavo. Če je, na primer, slika zelo temna in jo skušamo računalniško posvetliti, se bo zaradi pomanjkanja detajlov hitro pojavil digitalni šum in bo stopnja svetlosti, v kateri slika nima očitnih artefaktov, grobo omejena. V primeru HDR obdelave je nabor informacij o svetlosti odvisen od detajlov v originalih (negativih) pred zlitjem. Če je razpon v originalih dovolj širok, se lahko v nadaljnji obdelavi sliko posvetli veliko bolj natančno, kajti detajli pri svetlenju so bili pridobljeni iz svetlejših originalov HDR slike.
HDR slika hrani 32 bitno natančnost svetlosti, kar pomeni {\displaystyle 2^{32}=4294967296} tonov svetlosti, medtem ko original, kot ga vidi senzor hrani le 8 bitno natančnost - to je 256 tonov svetlosti.

## HDR v fotografiji
V večini se originali za HDR pripravijo s tremi fotografijami - ena ima optimalno osvetlitev, najtemnejša ima osvetlitev za dve stopnji nižjo (-2 EV), nasvetlejša pa dve stopnji višjo (+2 EV). Za višjo natančnost se uporablja razlika za eno stopnjo natančnosti od optimalne osvetlitve (-2, -1, 0, +1, +2 EV).
Za želen rezultat pa po navadi zlitje originalov v HDR ni dovolj, ampak je to stvar nadaljnje obdelave, ki je lahko veliko bolj drastična in natančna.
- Prva slika iz niza
- Druga slika iz niza
- Tretja slika iz niza
- Končni rezultat, HDR fotografija z uporabo žepnega fotoaparata in brezplačnega spletnega orodja

## HDR v 3D
HDR se vedno bolj pojavlja v računalniških igrah, kjer je na primer temačna scena, ko pa igralec posveti s svetilko je osvetljeno območje polno detajlov, ki ob nizko kakovostnih slikah ne bi bili vidni.